# Mark Downey
Mark Downey (Dromore, Reino Unido, 3 de julho de 1996) é um desportista irlandês que compete em ciclismo nas modalidades de pista e rota. Ganhou uma medalha de bronze no Campeonato Mundial de Ciclismo em Pista de 2019, na carreira por pontos.

## Medalheiro internacional
| Campeonato Mundial | Campeonato Mundial  | Campeonato Mundial | Campeonato Mundial |
| Ano                | Lugar               | Medalha            | Competição         |
| ------------------ | ------------------- | ------------------ | ------------------ |
| 2019               | Pruszków ( Polónia) | Medalha de bronze  | Pontuação          |

## Palmarés
2018
- 3.º no Campeonato da Irlanda em Estrada [2]